# Liste von Auswandererdenkmalen
Diese (unvollständige) Liste nennt Auswandererdenkmale, also Denkmale, die an Auswanderung und Auswanderer erinnern sollen.

## Liste
| Denkmal                                | Staat       | Ort                                 | Erläuterungen | Bild |
| -------------------------------------- | ----------- | ----------------------------------- | --- | ---- |
| Auswandererdenkmal (Bredstedt)         | Deutschland | Bredstedt beim Nordfriisk Instituut | Die Skulptur „Aufbruch in eine Neue Welt“ des Künstlers Hinnerk Lüth wurde 1996 zum Andenken an die nordfriesischen Auswanderer aufgestellt.                                                               |      |
| Auswandererdenkmal (Bremerhaven)       | Deutschland | Bremerhaven                         | 1986 von Frank Varga entworfene Statuengruppe |      |
| Auswandererdenkmal (Großheubach)       | Deutschland | Großheubach                         | 2018 wurde das von Alexander Schwarz geschaffene Denkmal aufgestellt. |      |
| Auswandererdenkmal (Hamburg-Altona)    | Deutschland | Hamburg-Altona                      | Von der kroatischen Künstlerin Ljubici Malulec 1989 geschaffene Figur, die an die rund fünf Millionen Auswanderer erinnert, die über den Hamburger Hafen in die USA migriert sind, darunter viele Kroaten. |      |
| Utvandrarmonumentet (Karlshamn)        | Schweden    | Karlshamn                           | Denkmal von Axel Olsson |      |
| Monumento all’emigrante (Villamarzana) | Italien     | Villamarzana                        | |      |
| Auswandererdenkmal (Vigo)              | Spanien     | Vigo                                | Denkmal von Ramón Conde |      |